# Alan Oppenheimer
Alan Louis Oppenheimer (Nova Iorque, 23 de abril de 1930) é um ator e dublador norte-americano. 
Atuou em diversos papéis na televisão desde a década de 1960, além de ter uma ativa carreira como dublador desde a década de 1970.

## Biografia
Alan nasceu em 1930, na cidade de Nova York. Era filho de Irene (1904-1994) e Louis E. Oppenheimer (1901-1984) que trabalhava como corretor da bolsa. Ele é primo de 3º do físico nuclear Robert Oppenheimer.

## Carreira
Como ator, Oppenheimer trabalhou em diversos papéis na televisão norte-americana. Atuou em Hogan's Heroes, em Get Smart, em The Six Million Dollar Man, Happy Days, além de um papel regular em St. Elsewhere e em Mama's Family. Fez várias participações em obras de ficção científica, como no clássico de 1973 Westworld. Estrelou em três séries da franquia de Star Trek com três personagens diferentes. No teatro, dirigiu a produção do musical Sunset Blvd.

## Dublador
Oppenheimer dublou muitos personagens famosos, principalmente de desenhos animados, como o Esqueleto em He-Man, Smurf Vaidoso em Smurfs, Falkor em A História Sem Fim, Ming em Flash Gordon e muitos outros.
Em 2019 ele estrelou a série animada Tigtone e em Toy Story 4 interpretou o velho Timer.

## Vida pessoal
Oppenheimer casou-se com a figurinista Marianna Elliott em 1958 com quem teve três filhos. O casal se divorciou, mas casaram-se novamente em 1992 e ficaram juntos até a morte dela em 2003. Antes de reatar, ele foi casado com a jogadora profissional de tênis, Marilyn Greenwood, de 1984 a 1990.